# Helmholtz fri energi
Helmholtz fri energi {\displaystyle F} er en tilstandsfunktion kaldet et termodynamisk potential, der er udledt fra den indre energi {\displaystyle U}. Helmholtz fri energi er defineret som
{\displaystyle F=U-TS}
hvor {\displaystyle T} er temperatur, og {\displaystyle S} er entropi. Differentialet - dvs. en infinitesimal ændring - af den indre energi er givet ved
{\displaystyle \mathrm {d} U=T\mathrm {d} S-p\mathrm {d} V}
hvor {\displaystyle p} er tryk, og {\displaystyle V} er volumen. Differentialet af Helmholtz fri energi er derfor:
{\displaystyle \mathrm {d} F=T\mathrm {d} S-p\mathrm {d} V-T\mathrm {d} S-S\mathrm {d} T=-S\mathrm {d} T-p\mathrm {d} V}
I modsætning til den indre energi, som er en funktion af {\displaystyle S} og {\displaystyle V}, er Helmholtz fri energi altså en funktion af {\displaystyle T} og {\displaystyle V}. Dette er en fordel, da det er praktisk lettere at holde temperaturen konstant, end det er at fastholde entropien for et system. Tilsvarende er {\displaystyle F} en konstant, når {\displaystyle T} og {\displaystyle V} fastholdes.